# Zweitina
Zweitina hoặc Zuwaytini (tiếng Ả Rập: زُويتينة/ ALA-LC: Zūwaytīnah) là một ngôi làng Kitô giáo Chính thống nhỏ của Hy Lạp nằm ở phía Tây Syria gần biên giới Liban và thuộc chính quyền của Chính phủ Homs. Vị trí của nó ở giữa một ngọn núi lá kim làm cho nó trở thành một điểm đến mùa hè phổ biến và được ưa chuộng. Độ cao của nó nằm trong khoảng từ 400 đến 450 mét. Nó nằm trong khu vực được gọi là Wadi al-Nasara ('thung lũng của các Kitô hữu'). Các địa phương lân cận bao gồm Marmarita ở phía bắc, al-Huwash ở phía đông, al-Huwash ở phía đông, al-Husn ở phía đông nam, al-Zarah ở phía nam, Naarah và Tell Hawsh ở phía tây nam, al-Mitras ở phía tây và al-Bariqiyah về phía tây bắc.
Zweitina có lẽ là nổi tiếng nhất cho sản phẩm mùa xuân al-Fawwar (tiếng Ả Rập: نبع الفوار), được đặt tên như vậy bởi vì nó chảy không thường xuyên; mùa xuân này được gọi là Sabte dưới triều đại của hoàng đế La Mã Titus ở Syria. Ngôi làng cũng rất gần với Krac des Chevaliers, hay Qal'at al-Ḥiṣn. Theo Cục Thống kê Trung ương Syria (CNS), Zweitina có dân số 697 trong cuộc điều tra dân số năm 2004. Cư dân của nó chủ yếu là Kitô hữu Chính thống Hy Lạp.

## Từ nguyên
Tên Zweitina có nguồn gốc từ từ zeitoun là tiếng Ả Rập cho ô liu. Zweitina là tiếng Ả Rập cho một quả ô liu duy nhất. Cây ô liu thống trị các khu rừng Zweitina và được coi là cây trồng quan trọng nhất trong làng sản xuất một lượng lớn sản phẩm ô liu, do đó minh chứng cho tên gọi. Những người khác cho rằng tên này bắt nguồn từ ngôn ngữ Aramaic và có nghĩa là "vùng đất nơi tằm phát triển" và đề cập đến những con tằm sống và phát triển trên những cây mọng được tìm thấy trong rừng của làng.

## Nhân khẩu học
Do điều kiện thời tiết thay đổi, Zweitina có dân số thay đổi, đạt khoảng 5.000 cư dân vào mùa hè. Đó là một ngôi làng nơi Kitô giáo thống trị. Gần 75% dân số gốc sống bên ngoài làng. Tiểu bang Pennsylvania của Hoa Kỳ, là nơi có cộng đồng người nhập cư lớn nhất từ làng, khoảng 500 gia đình. Zweitina nằm rất gần ngôi làng lân cận Marmarita, một ngôi làng Kitô giáo khác.